# Portella de Callau
La Portella de Callau és una collada d'alta muntanya dels contraforts orientals del Massís del Canigó, a 2.380,2 metres d'altitud, al límit dels termes comunal de Mentet, de la comarca del Conflent, a la Catalunya del Nord, i municipal de Setcases, de la del Ripollès.
Està situada a l'extrem sud-oriental del terme de Mentet i al nord-oriental del de Setcases. És al nord-oest de la Roca Colom i de la Portella de Concrós, i al sud-oest del Pla de Campmagre.